# Ostatnie dni Herkulanum
Ostatnie dni Herkulanum – poemat epicki autorstwa angielskiego romantycznego poety, powieściopisarza i dramaturga Edwina Atherstone’a. Stanowi poetycką wizję zniszczenia rzymskiego miasta przez wybuch Wezuwiusza w 79 roku naszej ery.

## Charakterystyka ogólna
Poemat o zniszczeniu Herkulanum został wydany w jednym tomie z innym dziełem, zatytułowanym Abradates i Panthea w 1821 roku w Londynie, nakładem oficyny Baldwin, Cradock and Joy.
Poemat Atherstone’a o Herkulanum liczy około dwóch tysięcy wersów.

## Forma
Omawiany poemat został napisany wierszem białym (blank verse), czyli nierymowanym pentametrem jambicznym, to znaczy zasadniczo dziesięciozgłoskowcem, w którym akcenty padają na parzyste sylaby wersu. Ten rodzaj wiersza sprawdził się w literaturze angielskiej jako tworzywo zarówno monologów dramatycznych teatru elżbietańskiego, jak i wielkiej epiki. Białym wierszem posługiwali się między innymi dramaturdzy Thomas Kyd, Christopher Marlowe i William Szekspir. Blank verse (albo bardziej po polsku blankwers) był wynalazkiem szesnastowiecznego poety Henry’ego Howarda, hrabiego Surrey.

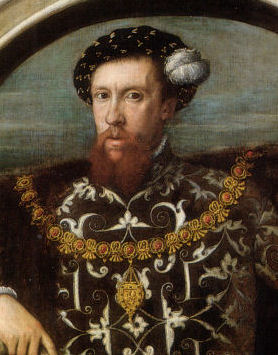
Henry Howard, hrabia Surrey

Poeta ten zastosował nierymowany pentametr jambiczny w swoich tłumaczeniach fragmentów Eneidy Wergiliusza. Zapewne zamierzał przełożyć całość eposu, jednak został ścięty z rozkazu króla Henryka VIII Tudora. Kolejnym poetą epickim, który sięgnął po wiersz biały, był John Milton.

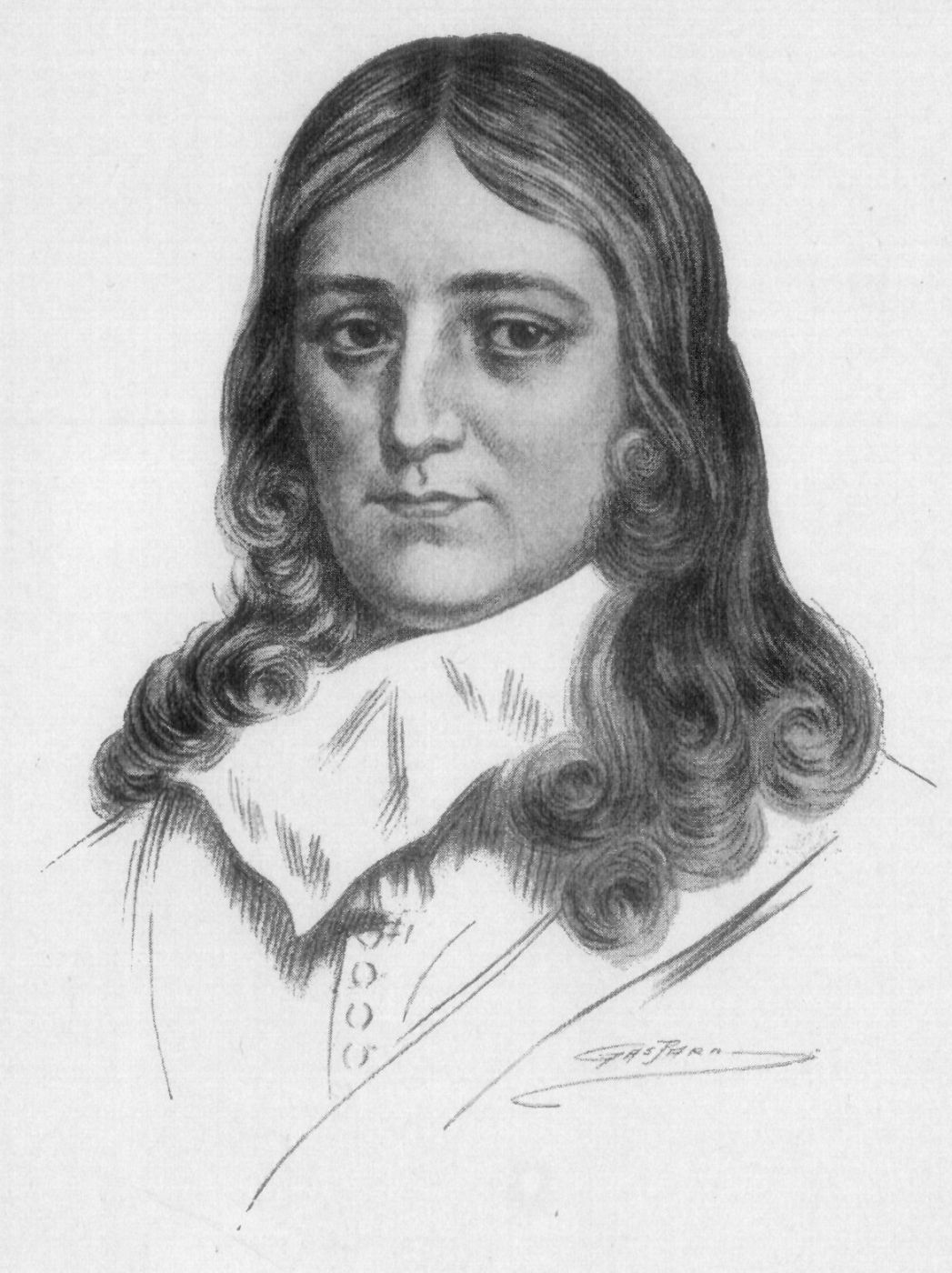
John Milton

Użył on blankwersu w swoim niewątpliwym arcydziele, Raju utraconym, opowiadającym historię buntu aniołów, stworzenia świata i człowieka, jak też traktującym o grzechu pierworodnym i wygnaniu pierwszych rodziców z rajskiego ogrodu. Epos Miltona stał się punktem odniesienia dla wszystkich późniejszych angielskich poetów epickich, w tym także dla Edwina Atherstone’a. W czasach romantyzmu wierszem białym posłużył się John Keats w nieukończonym utworze Hyperion. Tego formatu użył też w eposie historycznym Król Alfred John Fitchett, utworze liczącym ponad 131 tysięcy wersów. Innym epickim zastosowaniem blank verse'u jest Pierścień i księga Roberta Browninga, składający się z typowych dla tego poety monologów dramatycznych. Utwór ten został wydany w latach 1868–1869 i w związku z tym nie mógł być źródłem inspiracji dla Atherstone’a, który w 1868 opublikował ostatnią poprawioną wersję Upadku Niniwy.
Atherstone urozmaicał tok wiersza poprzez zastosowanie wyrazistych przerzutni.
W innym miejscu poeta dzieli zdanie pomiędzy trzy wersy: One man/Alone survived to tell the tale and die/A maniac.
W niektórych miejscach poeta zastosował aliterację, czyli zestawianie słów rozpoczynających się tą samą literą/głoską. W następującym fragmencie można zaobserwować użycie wyrazów z literami s i d na początku: Fast came again the shades of utter dark:/So suddenly they came, that those abroad/Scarce found their doors. Dismay sunk deep in all--/Direful forebodings--shapeless horrors rack/Their frenzied souls.

## Treść
Poemat Atherstone’a opowiada o jednej z największych katastrof epoki starożytnej, zniszczeniu miast Pompeje i Herkulanum przez wybuch Wezuwiusza w roku 79 naszej ery. Był to pierwszy tak wielki kataklizm naturalny opisany przez historyków. Relację o zagładzie przekazał potomnym Pliniusz Młodszy. Na jego relacji oparł swoją poetycką wizję Atherstone. Utwór rozpoczyna się opisem atmosfery panującej w mieście przed katastrofą. Poeta przedstawia między innymi instynktowne zachowania zaniepokojonych zwierząt, psów i ptaków.
Poeta wychodzi od opisu miasta w godzinach poprzedzających katastrofę, następnie przedstawia pierwsze jej oznaki, siarczane wyziewy z Wezuwiusza i odgłosy podziemnych wstrząsów, przypominające hurgot kół wielu rydwanów pełnym rozpędzie, albo szum powodzi. Atherstone na zmianę rzeczowo opisuje przejawy aktywności uśpionego dotąd wulkanu i reakcje ludzi na te zjawiska. Przedstawia strach mieszkańców i ich troskę o najbliższych. Najbardziej drastycznym obrazem jest opis skazańców uwięzionych w lochu i przykutych łańcuchami do posadzki, pozostawionych własnemu losowi przez strażników, którzy ratowali życie. Bardziej szczegółowo autor przedstawia los skazanego na pobyt w lochu żołnierza. Był on wdowcem i samotnym ojcem, człowiekiem uczciwym, ale za jakiś śmiały czyn został osadzony w więzieniu. Chłopiec, którego matka zmarła przy porodzie, stał się dla niego jedyną radością i odwiedzał go w więzieniu. Znalazł się tam również w momencie wybuchu Wezuwiusza. Poeta opisuje, jak ojciec przytula ciało dziecka, które zginęło wcześniej i zrozpaczony bez strachu czeka na śmierć.
Herbert F. Tucker, autor monografii o epickiej poezji brytyjskiej XIX wieku, podkreśla, że Atherstone stosuje beznamiętny sposób narracji, a jego celem jest osiągnięcie maksymalnego efektu oddziaływania na odbiorcę bez bezpośredniego apelowania do jego uczuć. Porównuje przy tym pisarską technikę Atherstone’a do narracji Ernesta Hemingwaya. Pisarz ten znany był z oszczędnego stylu i lapidarnych sformułowań.

## Wymowa utworu
Poemat Ostatnie dni Herkulanum wpisuje się w serię utworów połączonych wspólnym motywem Vanitas, czyli zadumy nad kruchością życia ludzkiego, nietrwałością dzieł ludzkich i bezradności człowieka wobec sił przyrody. Podobny w wymowie jest Poemat o zagładzie Lizbony Woltera, poświęcony trzęsieniu ziemi, które zniszczyło portugalską stolicę w 1755 roku.

## Znaczenie utworu
Poemat Ostatnie dni Herkulanum jest ważny nie tylko jako debiut Edwina Atherstone’a, ale także jako zapowiedź jego największego dzieła, epopei Upadek Niniwy. Niektóre sformułowania poematu Ostatnie dni Herkulanum zapowiadają akapity z Upadku Niniwy. Końcowe partie obu dzieł uwidaczniają wyraźne podobieństwa. Wspólnym motywem jest tu pusta, płaska przestrzeń, na której wcześniej rozciągało się miasto, spalona ogniem, zwęglona i całkowicie jałowa. Wizja przedstawiona przez poetę jest zapewne wytworem jego fantazji, choć w piśmiennictwie angielskim istniały opisy wielkiego pożaru Londynu, między innymi przekaz Samuela Pepysa.

Karł Briułłow – Ostatni dzień Pompei

W obu przypadkach wielkie i piękne miasto ulega zagładzie wskutek działania potężnych sił natury, być może z nakazu Boga albo bogów. Dominującym żywiołem jest ogień, który niszczy wszystko tak, że nie zostaje żaden ślad dla potomnych. Występuje także potężne trzęsienie ziemi. W Upadku Niniwy poeta ewidentnie korzysta z rozwiązań wypracowanych przez siebie w Ostatnich dniach Herkulanum. Herbert F. Tucker pisze wprost, że Atherstone przećwiczył technikę epicką na poemacie o zagładzie Herkulanum. Mieszkańców Niniwy spotyka taki sam los jak obywateli Herkulanum. Tytuł poematu kojarzy się z tytułem powieści Edwarda Bulwer-Lyttona Ostatnie dni Pompei. Oba dzieła łączy wspólny temat, zagłada Pompei i Herkulanum na skutek erupcji wulkanu. Powieść, między innymi dzięki ekranizacji, jest o wiele lepiej znana. Poemat Atherstone’a jest jednak wcześniejszy (1821) od prozy Bulwer-Lyttona (1834). Niewykluczone jest więc, że Bulwer-Lytton znał poemat Atherstone’a i się nim zainspirował. Za bezpośrednie źródło inspiracji dla Bulwer-Lyttona uważa się jednak przede wszystkim obraz rosyjskiego malarza Karła Briułłowa Ostatni dzień Pompei, namalowany w latach 1827-1833. Ponieważ dzieła  prozatorskie znajdują szerszy oddźwięk wśród czytelników, powieść Bulwer-Lyttona jest w dalszym ciągu wydawana, natomiast poemat Atherstone’a uległ zapomnieniu.

## Opinia krytyki
Poemat Ostatnie dni Herulanum już w 1821 roku doczekał się recenzji w prestiżowym piśmie literackim The London Magazine. Recenzent w konkluzji swojej oceny użył sformułowania: „There are passages in his volume of great simplicity, and great strenght."
Fragment poematu został wykorzystany przez Ebenezera Portera w podręczniku wymowy i recytacji The Rhetorical Reader: Consisting of Instructions for Regulating the Voice. Ten sam fragment został użyty w innym kompendium dykcji, Principles of elocution Williama Grahama.

## Obraz

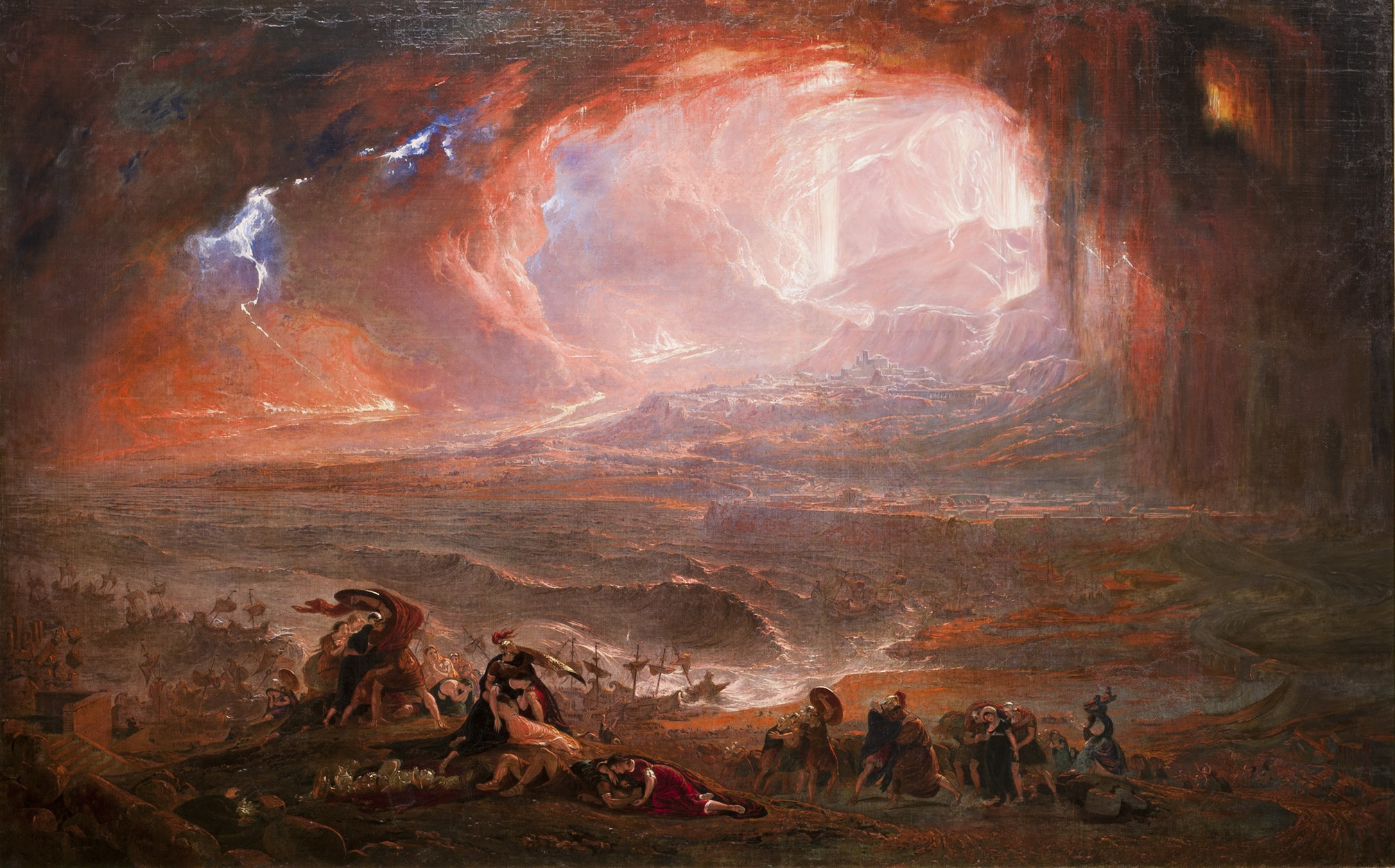
John Martin, Zniszczenie Pompei i Herkulanum

Przyjacielem Edwina Atherstone’a był malarz John Martin (1789-1854). Dzielił on z poetą zamiłowanie do apokaliptycznych wizji. Obaj czerpali z tych samych źródeł, historii starożytnej i Biblii. Zainspirowany poematem przyjaciela, namalował w 1822 roku olejny obraz The Destruction of Pompeii and Herculaneum (Zniszczenie Pompei i Herkulanum).
 Obraz przedstawia szeroką panoramę z Wezuwiuszem na dalszym planie i przytłaczającymi pióropuszami wulkanicznego pyłu opadającymi na ziemię. Na pierwszymi planie widać drobne sylwetki ludzi uciekających przed deszczem popiołu. Widać między innymi legionistów, którzy dla osłony unoszą w górę okrągłe tarcze. Malowidło przypomina inne płótno Martina, zatytułowane Zagłada Sodomy i Gomory, z 1854 roku.